# بلود أومين: ليغسي أوف كاين
بلود أومين:ليغسي أوف كاين (بالإنجليزية: Blood Omen: Legacy of Kain)‏ ، هي لعبة فيديو إلكترونية من نوع أكشن مغامرات، صدرت في السوق سنة 1996م، وتعمل لنظامي التشغيل كل من بلاي ستيشن وويندوز ، أعيدت الإصدار في المتجر الإلكتروني لبلاي ستيشن ستور سنة 2009م في أمريكا الشمالية ثم لبلدان العالم سنة 2011م، وهي الجزء الأول من سلسلة ليغسي أوف كاين، وهي من نشر شركة كرستال دينامكس الأمريكية.